# 東本頓鎮區 (密蘇里州克里斯蒂安縣)
東本頓鎮區（英語：East Benton Township）是位於美國密蘇里州克里斯蒂安縣的一個行政鎮區。

## 地方資料
東本頓鎮區的面積為40.01平方千米，當中陸地面積為39.94平方千米，而水域面積為0.07平方千米。根據2020年美國人口普查的數據，當地共有人口441人，而人口密度為每平方千米11.02人。